# Staf Scheirlinckx
Staf Scheirlinckx (født 12. marts 1979) er en belgisk tidligere professionel cykelrytter.